# Filippo Galli
Filippo Galli (Roma, 1783 - París, 3 de juny de 1853) va ser un baix italià.
Va debutar a Nàpols el 1801 com a tenor i va cantar en aquest registre durant deu anys. Arran d'una greu malaltia (1810), va afrontar el registre de baix, encoratjat per Giovanni Paisiello, pel que és un dels cantants més talentosos de la seva generació per a l'extensió, la tècnica de coloratura i ductilitat com a intèrpret, en el gènere còmic i en el seriós.
Va ser el primer Enrico VIII de l'Anna Bolena de Gaetano Donizetti. Però és més recordat per la seva larga col·laboració amb Gioachino Rossini, qui li va escriure els següents papers:
- Batone a L'inganno felice (1812)
- Conte Asdrubale a La pietra del paragone (1812)
- Mustafà a L'italiana in Algeri (1813)
- Selim a Il turco in Italia (1814)
- Duca d'Ordow a Torvaldo e Dorliska (1815)
- Fernando Villabella a La gazza ladra (1817)
- Raimondo a Adele di Lusignano (1819)
- Maometto a Maometto secondo (1820)
- Assur a Semiramide (1823)[1]